# III Sides to Every Story
《III Sides to Every Story》는 1992년에 발매된 보스턴 펑크 메탈 밴드 익스트림의 세 번째 음반이다. 그것은 매우 성공적인 《Extreme II: Pornograffitti》 음반의 후속작이었다. 이 음반은 이 밴드의 원래 라인업인 게리 셰론, 누노 베텐코트, 팻 배저, 폴 기어리가 나중에 떠났고 마이크 맨지니가 그 자리를 대신했다.

## 배경
이 음반은 "이야기에 대한 다른 면"과 (LP와 카세트 미디어에서) 음반의 "측면"이라는 개념에 대한 희곡으로 "측면"이라고 이름 붙여진 세 부분의 콘셉트 음반으로 구성되어 있다. "모든 이야기의 삼면"이라는 곡에서 언급되는 〈Cupid's Dead〉은 〈Yours〉, 〈Mine〉 그리고 〈The Truth〉라고 이름 붙여졌고 각각은 독특한 음악 스타일과 서정적인 이미지를 특징으로 한다.
이번이 세 번째 음반이긴 했지만 익스트림의 이전 시절의 해적판 녹음은 이 음반의 최소 두 곡(〈Warheads〉, 〈Our Father〉)의 곡이 존재했고 그들의 첫 음반 당시부터 몇 년 전에 거의 동일한 편곡으로 공연되었다는 것을 확인시켜 준다.

## 제작
대부분의 《III Sides to Every Story》는 플로리다주 포트로더데일의 뉴 리버 스튜디오에서 녹음되었고 오케스트라 부분은 런던의 애비 로드 스튜디오에서 녹음되었다. 애비 로드의 사용은 비틀즈의 또 다른 끄덕임으로 인식될 수 있는데, 음반 전체에 걸쳐 다양한 서정적인 언급을 인용한 〈Cupid's Dead〉는 〈A Day in the Life〉의 한 구절을 인용하고, 〈God Is't Dead?〉는 〈Eleanor Rigby〉를 인용한 것이고, 〈Rest in Peace〉는 존 레논의 〈Give Peace a Chance〉를 인용한 것이다. 팻 배저는 또한 〈Tragic Comic〉의 비디오에서 폴 매카트니의 전형적인 호프너 베이스 기타를 사용했다.

## 반응
| 전문가 평가          | 전문가 평가 |
| 평가 점수            | 평가 점수   |
| 출처                 | 점수        |
| -------------------- | ----------- |
| Allmusic             | [ 2 ]       |
| The Daily Vault      | B           |
| Entertainment Weekly | B+          |
| Q                    | [ 5 ]       |

이 밴드가 익스트림의 가장 훌륭한 작품들 중 하나로 꼽혔음에도 불구하고, 대부분의 팬들과 음악 비평가들로부터 《III Sides to Every Story》는 이전의 《Extreme II: Pornograffitti》에서 나온 〈More Thour Words〉(1991년 빌보드 핫 100에서 1위에 오른)와 같은 히트 싱글을 특징으로 하지 않았기 때문에 상업적인 실패 (더블 플래티넘 《Extreme II: Pornograffitti》에 비해 약 70만 팔린)였다. 싱글 〈Rest in Peace〉는 메인스트림 록 차트에서 1위에 올랐다. 또한 익스트림이 알려진 하드 록의 특정 브랜드는 그 무렵의 그런지 운동의 상승에 대한 호감에서 벗어나고 있었다.

## 곡 목록
모든 곡들은 게리 셰론과 누노 베텐코트에 의해 작사/작곡하였다.
| #  | 제목               | 재생 시간 |
| -- | ------------------ | --------- |
| 1. | 〈Warheads〉       | 5:18      |
| 2. | 〈Rest in Peace〉  | 6:02      |
| 3. | 〈Politicalamity〉 | 5:04      |
| 4. | 〈Color Me Blind〉 | 5:01      |
| 5. | 〈Cupid's Dead〉   | 5:56      |
| 6. | 〈Peacemaker Die〉 | 6:03      |

| #   | 제목                     | 재생 시간 |
| --- | ------------------------ | --------- |
| 7.  | 〈Seven Sundays〉        | 4:18      |
| 8.  | 〈Tragic Comic〉         | 4:45      |
| 9.  | 〈Our Father〉           | 4:02      |
| 10. | 〈Stop the World〉       | 5:58      |
| 11. | 〈God Isn't Dead?〉      | 2:02      |
| 12. | 〈Don't Leave Me Alone〉 | 5:43      |